# Laura Giuliani
Laura Giuliani, född den 5 juni 1993 i Milano, är en italiensk fotbollsspelare.

## Karriär
Laura Giuliani inledde sin seniorkarriär i SSD FC Como år 2009. Hon värvades 2015 av 1. FC Köln och året efter av SC Freiburg. 2017 återvände hon till Italien för spel i Juventus FC och kontrakterades 2021 av AC Milan. Hon har även representerat det italienska damlandslaget där hon debuterade år 2014.